# 福田町駅
福田町駅（ふくだまちえき）は、宮城県仙台市宮城野区福田町1丁目にある、東日本旅客鉄道（JR東日本）仙石線の駅。

## 歴史
福田町駅は1925年（大正14年）6月5日に宮城電気鉄道の駅として開業した。
この駅と隣の陸前高砂駅の設置に関連して、当時、福田町と、七北田川を挟んで対岸に当たる福室の間で争いがあった。宮城電気鉄道は当初、福田町への駅設置を計画していた。しかし、買収価格の面で地権者と折り合いがつかず福田町における土地の取得が難航した。一方、福室は駅を誘致するために用地を無償提供する申し入れを宮城電気鉄道へ行った。これに対して、福田町側の住民は七北田川に架けられた宮城電気鉄道の橋に爆竹を仕掛けたり、宮城電気鉄道の事務所に詰め寄るなど、混乱を引き起こした。結果として、福田町駅と陸前高砂駅が同時に開業することになった。
なお、駅所在地である「福田町」は江戸時代に足軽町として創設されたもので、「福室」と「田子」の中間に位置することにちなむ。
福田町駅にはエレベーターなどのバリアフリー設備が存在しない。そのため、駅舎改築によりバリアフリー設備を設ける計画があったが、現在の駅のホームではエレベーターの設置が困難であるため、2019年（平成31年）1月から仙台市とJR東日本が駅舎の移設を検討することとなった。2020年（令和2年）2月に駅を約200メートル西側にある仙台車両センター宮城野派出所付近への移設を基本に協議することで合意した。2025年（令和7年）ごろより工事に着手し、2034年（令和16年）の供用を目指している。

### 年表
- 1925年（大正14年）6月5日：宮城電気鉄道の駅として開業[3]。
- 1944年（昭和19年）5月1日：宮城電気鉄道の国有化により[3]、運輸通信省の駅となる。
- 1970年（昭和45年）9月1日：自動券売機を設置[8]。
- 1987年（昭和62年）4月1日：国鉄分割民営化により、東日本旅客鉄道（JR東日本）の駅となる[3]。
- 2003年（平成15年）
  - 7月17日：自動改札を導入。
  - 10月26日：ICカード「Suica」の利用が可能となる[9]。
- 2005年（平成17年）3月：発車ベルを導入。
- 2010年（平成22年）：改札内のキオスクが閉店（跡地は自動販売機スペースに）。
- 2011年（平成23年）7月1日：直営駅（陸前原ノ町駅所属福田町駅在勤）から業務委託駅（東北総合サービス）となる。
  - 当初は同年4月1日開始予定であったが、東日本大震災の影響で延期された。
- 2024年（令和6年）10月1日：えきねっとQチケのサービスを開始[1][10]。

## 駅構造
島式ホーム1面2線を有する地上駅である。小さいながらも橋上駅舎を備えており、自由通路によって駅の南北がつながれている。かつては石巻方面に駅舎が存在しており、構内踏切でホームを渡るようになっていた。
仙台地区センター管理の業務委託駅（JR東日本東北総合サービス委託）である。自動券売機と自動改札機（Suica、えきねっとQチケ対応）が設置されている。お客さまサポートコールシステムが導入されており、一部の時間帯はインターホンによる案内となる。JRの特定都区市内制度における「仙台市内」の駅である。
宮城野運輸区の最寄駅であり、当駅で運転士・車掌が交代する列車がある。

### のりば
| 番線 | 路線    | 方向 | 行先                       |
| ---- | ------- | ---- | -------------------------- |
| 1    | ■仙石線 | 下り | 本塩釜・松島海岸・石巻方面 |
| 2    | ■仙石線 | 上り | 仙台方面                   |

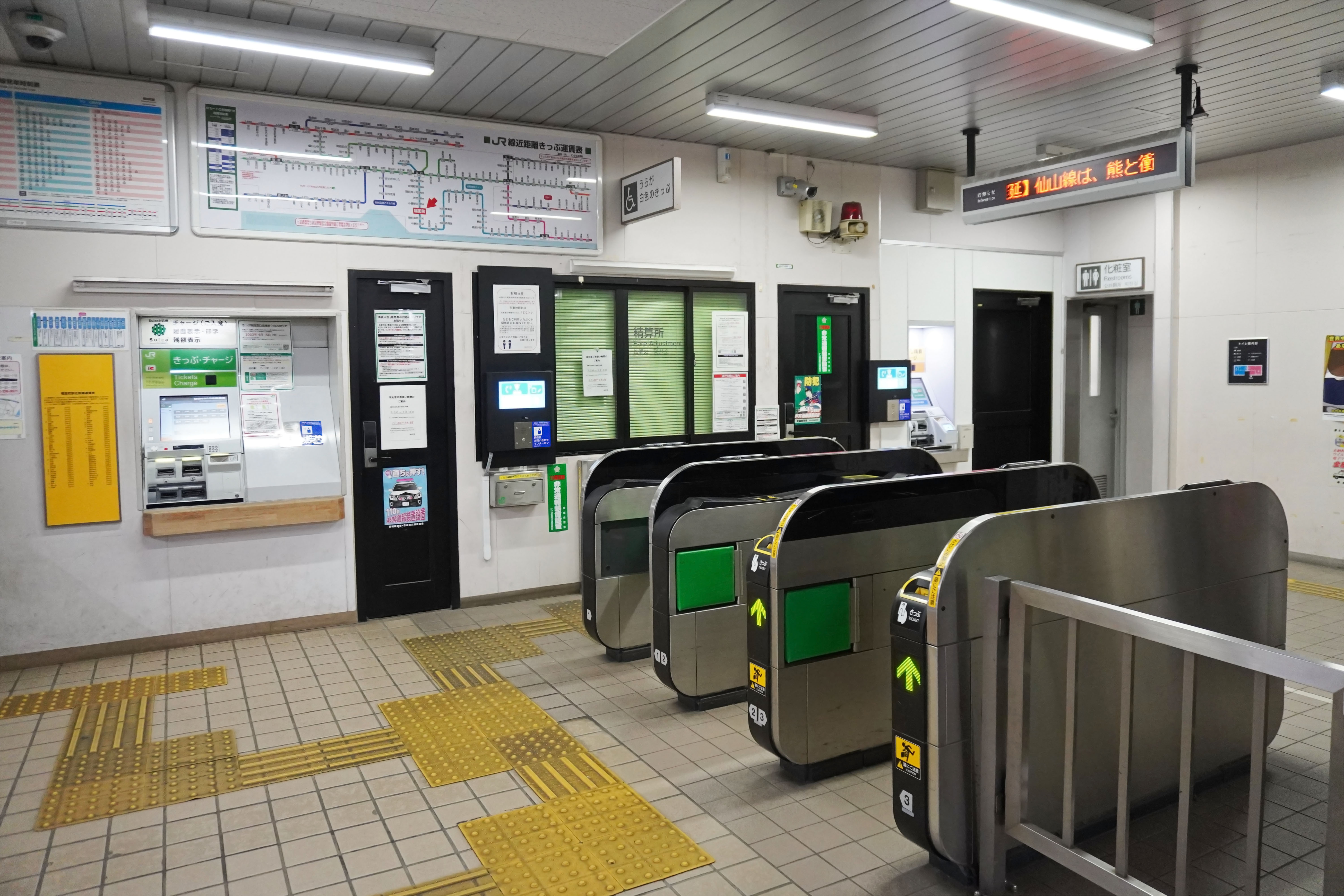
改札口（2023年8月）
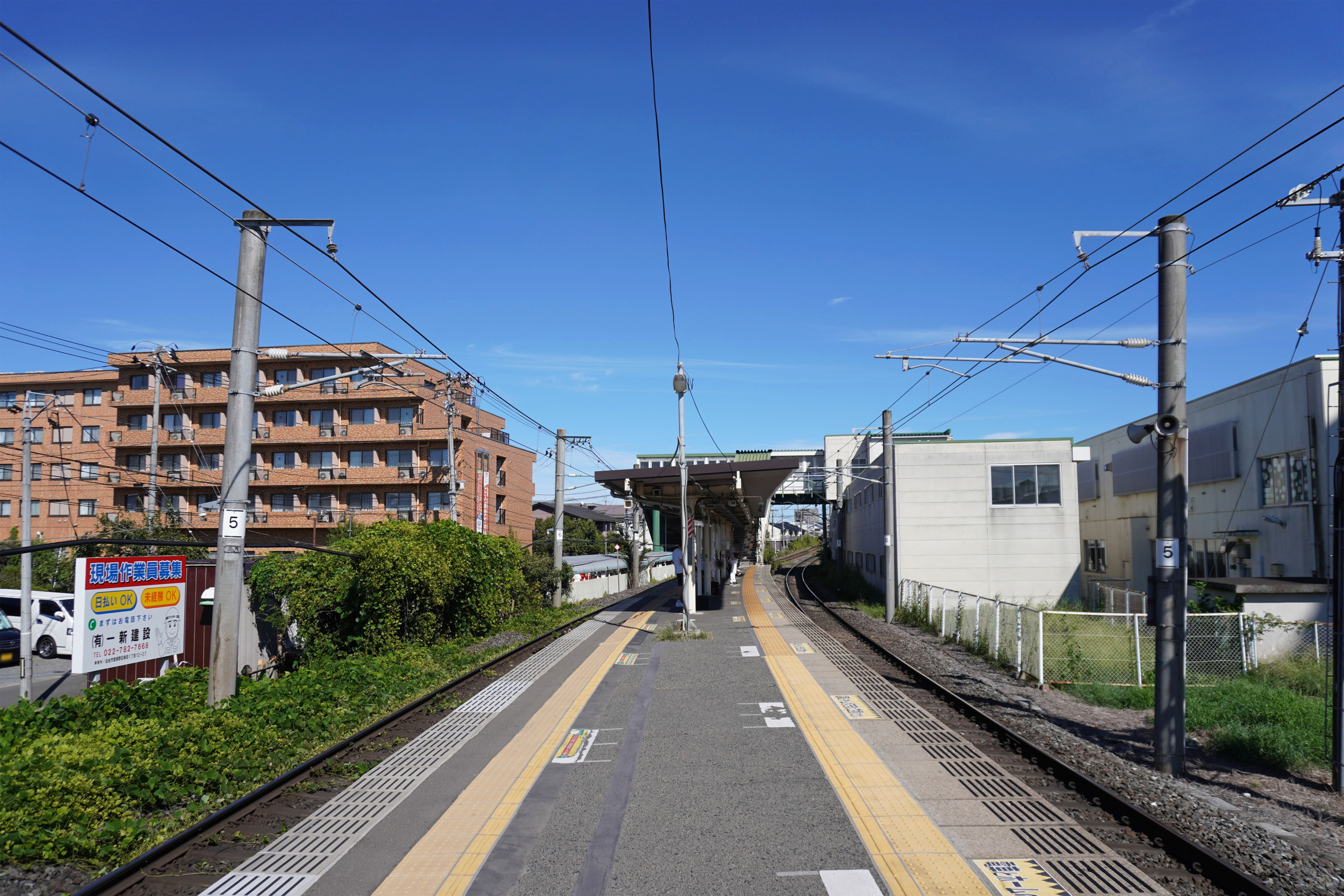
ホーム（2023年8月）

## 利用状況
JR東日本によると、2023年度（令和5年度）の1日平均乗車人員は3,689人である。
1999年度（平成11年度）以降の推移は以下のとおりである。
| 1日平均乗車人員推移 | 1日平均乗車人員推移 | 1日平均乗車人員推移 | 1日平均乗車人員推移 | 1日平均乗車人員推移 |
| 年度                | 定期外              | 定期                | 合計                | 出典                |
| ------------------- | ------------------- | ------------------- | ------------------- | ------------------- |
| 1999年（平成11年）  | 1,098               | 3,025               | 4,123               | [ 市 1 ]            |
| 2000年（平成12年）  | 1,117               | 3,104               | 4,221               | [ J 2 ] [ 市 1 ]    |
| 2001年（平成13年）  | 1,121               | 3,176               | 4,297               | [ J 3 ] [ 市 1 ]    |
| 2002年（平成14年）  | 1,091               | 3,150               | 4,241               | [ J 4 ] [ 市 2 ]    |
| 2003年（平成15年）  | 1,092               | 3,175               | 4,267               | [ J 5 ] [ 市 2 ]    |
| 2004年（平成16年）  | 1,041               | 3,147               | 4,188               | [ J 6 ] [ 市 2 ]    |
| 2005年（平成17年）  | 1,070               | 2,958               | 4,028               | [ J 7 ] [ 市 2 ]    |
| 2006年（平成18年）  | 1,027               | 3,048               | 4,075               | [ J 8 ] [ 市 2 ]    |
| 2007年（平成19年）  | 1,005               | 2,923               | 3,928               | [ J 9 ] [ 市 3 ]    |
| 2008年（平成20年）  |                     |                     | 3,886               | [ J 10 ] [ 市 4 ]   |
| 2009年（平成21年）  |                     |                     | 3,676               | [ J 11 ] [ 市 4 ]   |
| 2010年（平成22年）  |                     |                     | 3,516               | [ J 12 ] [ 市 4 ]   |
| 2011年（平成23年）  | 非公表              | 非公表              | 非公表              | [ 市 4 ]            |
| 2012年（平成24年）  | 963                 | 2,570               | 3,533               | [ J 13 ] [ 市 4 ]   |
| 2013年（平成25年）  | 1,005               | 2,761               | 3,766               | [ J 14 ] [ 市 5 ]   |
| 2014年（平成26年）  | 997                 | 2,823               | 3,821               | [ J 15 ] [ 市 5 ]   |
| 2015年（平成27年）  | 1,012               | 2,973               | 3,985               | [ J 16 ] [ 市 5 ]   |
| 2016年（平成28年）  | 1,034               | 2,975               | 4,010               | [ J 17 ] [ 市 5 ]   |
| 2017年（平成29年）  | 1,035               | 2,974               | 4,009               | [ J 18 ] [ 市 5 ]   |
| 2018年（平成30年）  | 1,010               | 2,960               | 3,971               | [ J 19 ] [ 市 6 ]   |
| 2019年（令和元年）  | 978                 | 2,960               | 3,938               | [ J 20 ] [ 市 6 ]   |
| 2020年（令和02年）  | 736                 | 2,507               | 3,244               | [ J 21 ] [ 市 6 ]   |
| 2021年（令和03年）  | 785                 | 2,599               | 3,384               | [ J 22 ] [ 市 6 ]   |
| 2022年（令和04年）  | 898                 | 2,628               | 3,526               | [ J 23 ]            |
| 2023年（令和05年）  | 973                 | 2,715               | 3,689               | [ J 1 ]             |

1日平均乗車人員（単位：人/日）

## 駅周辺
駅の周辺は、七北田川右岸の自然堤防上にある旧来からの市街地が迷路性のあるまま残り、その周りに沖積平野の水田を潰して造成した比較的新しい市街地が碁盤の目状に広がる。
- 仙台市宮城野区役所高砂行政サービスセンター
- 仙台福田町郵便局
- 仙台市立高砂小学校
- 仙台市立田子小学校
- 仙台市立田子中学校
- 宮城県宮城野高等学校
- 宮城県立仙台高等技術専門校
- 志文東部自動車学校
- 国道45号
- 仙台車両センター宮城野派出所・宮城野信号場

## 隣の駅
東日本旅客鉄道（JR東日本）
■仙石線
小鶴新田駅 - （宮城野信号場） - 福田町駅 - 陸前高砂駅

### 記事本文
1. 1 2 3 4 5 6  “駅の情報（福田町駅）：JR東日本”.   東日本旅客鉄道. 2024年8月27日時点のオリジナルよりアーカイブ。2024年10月3日閲覧。
2. 1 2 3  『週刊 JR全駅・全車両基地』 13号 仙台駅・船岡駅・松島海岸駅ほか70駅、朝日新聞出版〈週刊朝日百科〉、2012年11月4日、25頁。
3. 1 2 3 4 5  石野哲 編『停車場変遷大事典 国鉄・JR編 II』（初版）JTB、1998年10月1日、476頁。ISBN 978-4-533-02980-6。
4. ↑  「駅の位置巡り争い激化」（鉄心石腸 仙石線100年 創業者 山本豊次 5）『河北新報』2025年8月10日付朝刊、第21面。
5. 1 2  「＜JR福田町駅＞エレベーター未設置 通行幅狭い自動改札...バリアフリー熱望9000人署名」『河北新報』2017年12月18日。オリジナルの2018年3月13日時点におけるアーカイブ。2020年10月23日閲覧。
6. 1 2  「仙台・福田町駅を200メートル西に移設 JR東が方針、新駅舎はバリアフリーに」『河北新報』2020年10月23日。オリジナルの2020年10月23日時点におけるアーカイブ。2020年10月23日閲覧。
7. ↑  “ふくだまち駅通信 04号” (PDF).   仙台市都市整備局交通政策課 (2023年12月). 2024年1月26日閲覧。
8. ↑  「仙石線営業体制近代化 順調に移行」『交通新聞』交通協力会、1970年9月5日、1面。
9. ↑  『2003年10月26日（日）仙台エリアSuica（スイカ）デビュー!』（PDF）（プレスリリース）東日本旅客鉄道、2003年8月21日。オリジナルの2020年5月26日時点におけるアーカイブ。2020年5月26日閲覧。
10. ↑  『Suicaエリア外もチケットレスで! 東北エリアから「えきねっとQチケ」がはじまります』（PDF）（プレスリリース）東日本旅客鉄道、2024年7月11日。オリジナルの2024年7月11日時点におけるアーカイブ。2024年8月11日閲覧。
11. 1 2  “JR東日本：駅構内図・バリアフリー情報（福田町駅）”.   東日本旅客鉄道. 2024年10月3日閲覧。

### 利用状況
JR東日本
1. 1 2  “各駅の乗車人員（2023年度）”.   東日本旅客鉄道. 2024年7月23日閲覧。
2. ↑  “各駅の乗車人員（2000年度）”.   東日本旅客鉄道. 2019年2月9日閲覧。
3. ↑  “各駅の乗車人員（2001年度）”.   東日本旅客鉄道. 2019年2月9日閲覧。
4. ↑  “各駅の乗車人員（2002年度）”.   東日本旅客鉄道. 2019年2月9日閲覧。
5. ↑  “各駅の乗車人員（2003年度）”.   東日本旅客鉄道. 2019年2月9日閲覧。
6. ↑  “各駅の乗車人員（2004年度）”.   東日本旅客鉄道. 2019年2月9日閲覧。
7. ↑  “各駅の乗車人員（2005年度）”.   東日本旅客鉄道. 2019年2月9日閲覧。
8. ↑  “各駅の乗車人員（2006年度）”.   東日本旅客鉄道. 2019年2月9日閲覧。
9. ↑  “各駅の乗車人員（2007年度）”.   東日本旅客鉄道. 2019年2月9日閲覧。
10. ↑  “各駅の乗車人員（2008年度）”.   東日本旅客鉄道. 2019年2月9日閲覧。
11. ↑  “各駅の乗車人員（2009年度）”.   東日本旅客鉄道. 2019年2月9日閲覧。
12. ↑  “各駅の乗車人員（2010年度）”.   東日本旅客鉄道. 2019年2月9日閲覧。
13. ↑  “各駅の乗車人員（2012年度）”.   東日本旅客鉄道. 2019年2月9日閲覧。
14. ↑  “各駅の乗車人員（2013年度）”.   東日本旅客鉄道. 2019年2月9日閲覧。
15. ↑  “各駅の乗車人員（2014年度）”.   東日本旅客鉄道. 2019年2月9日閲覧。
16. ↑  “各駅の乗車人員（2015年度）”.   東日本旅客鉄道. 2019年2月9日閲覧。
17. ↑  “各駅の乗車人員（2016年度）”.   東日本旅客鉄道. 2019年2月9日閲覧。
18. ↑  “各駅の乗車人員（2017年度）”.   東日本旅客鉄道. 2019年2月9日閲覧。
19. ↑  “各駅の乗車人員（2018年度）”.   東日本旅客鉄道. 2019年7月18日閲覧。
20. ↑  “各駅の乗車人員（2019年度）”.   東日本旅客鉄道. 2020年7月12日閲覧。
21. ↑  “各駅の乗車人員（2020年度）”.   東日本旅客鉄道. 2021年7月26日閲覧。
22. ↑  “各駅の乗車人員（2021年度）”.   東日本旅客鉄道. 2022年8月10日閲覧。
23. ↑  “各駅の乗車人員（2022年度）”.   東日本旅客鉄道. 2023年7月13日閲覧。

仙台市統計書
1. 1 2 3  “121.仙台市内JR各駅の旅客輸送状況” (xls). 仙台市統計書（平成14年版）-13.交通・運輸・通信.   仙台市. 2024年9月24日時点のオリジナルよりアーカイブ。2024年9月25日閲覧。
2. 1 2 3 4 5  “116.仙台市内JR各駅の旅客輸送状況（一日平均乗車人員）” (xls). 仙台市統計書（平成19年版）.   仙台市. 2024年9月24日時点のオリジナルよりアーカイブ。2024年9月25日閲覧。
3. ↑  “116.仙台市内JR各駅の旅客輸送状況（一日平均乗車人員）” (xls). 仙台市統計書（平成20年版）.   仙台市. 2024年9月24日時点のオリジナルよりアーカイブ。2024年9月25日閲覧。
4. 1 2 3 4 5  “107.仙台市内JR各駅の旅客輸送状況（一日平均乗車人員）” (xls). 仙台市統計書（平成25年版）.   仙台市. 2024年9月24日時点のオリジナルよりアーカイブ。2024年9月25日閲覧。
5. 1 2 3 4 5  “13-1.仙台市内JR各駅の旅客輸送状況（一日平均乗車人員）” (Excel). 仙台市統計書（平成30年版）.   仙台市. 2019年5月9日時点のオリジナルよりアーカイブ。2019年5月9日閲覧。
6. 1 2 3 4  “13-1.仙台市内JR各駅の旅客輸送状況（一日平均乗車人員）” (xlsx). 仙台市統計書（令和4年版）.   仙台市. 2024年9月24日時点のオリジナルよりアーカイブ。2024年9月25日閲覧。